# Montsecanomalus zherichini
Montsecanomalus zherichini is een keversoort uit de familie Ithyceridae. De wetenschappelijke naam van de soort is voor het eerst geldig gepubliceerd in 2006 door Liu & Ren.